# Antarchaea detersalis
Antarchaea detersalis là một loài bướm đêm trong họ Noctuidae.